# アルフィオス川
アルフィオス川（ギリシア語: Αλφειός, Alfeios, Alpheus, Alpheios）は、ギリシャのペロポネソス半島最長の川。全長110キロメートル。古代ギリシア語読みではアルペイオス川、アルフェイオス川となる。アルカディア県とイリア県を流れる。
トリポリとメガロポリのあいだに位置する、アルカディア高地のドリザス村近くに源を発する。はじめは褐炭の露天掘りを迂回するようにメガロポリ方面へ南西に流れるが、トクニアでエリソナス川と合流すると、北に向きを変えてカリタイナに向かう。カリタイナの下流でルシオス川と合流後はさらに北西に向きを変え、アンドリトサイナの北を通る。トリポタミア近くでラドン川およびエリマントス川と合流後、オリンピアを西へ流れ、ピルゴスの南でイオニア海にそそぐ。
パトラスからカラマタに至る古代の街道は、オリンピアの東ではほぼアルフィオス川に沿って通っていた。
ギリシア神話でアルペイオス（アルフィオス川）とペーネイオス（ピニオス川）は、アウゲイアースの家畜小屋の掃除をしようとしたヘーラクレースによって流路を変更させられた。これは「ヘーラクレースの12功業」の第5の功業として知られる。ロジェ・カイヨワの詩「アルペイオスの流れ」 (Le fleuve Alphée) は、アルフィオス川を主題としている。
ウェルギリウスの「アエネーイス」では、アルフィオス川は海底を流れたのち、シチリアのオルティジア島で再び地上に現れるとされている。